# معاملة صامتة

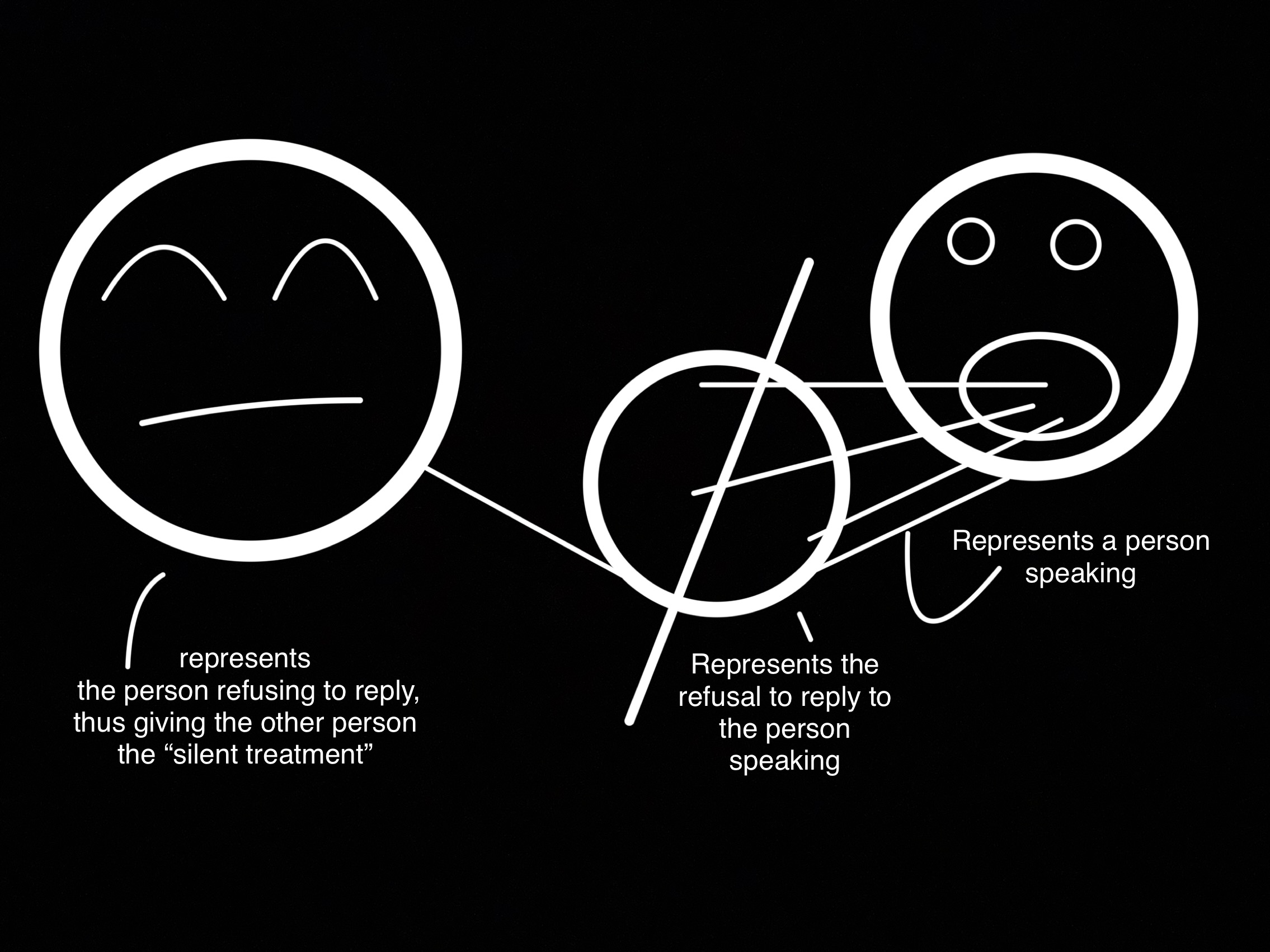
تحرير

المعاملة الصامتة (بالإنجليزية: Silent treatment) هي السكوت اللفظي المتعمد والموجه تجاه شخص آخر، وتتراوح المعاملة الصامتة من مجرد العبوس في وجه الآخر إلى الحقد ومحاولة السيطرة عليه أو استغلاله.
تُمثل المعاملة الصامتة شكل من أشكال السلبية العدوانية، كما أنها تُعد إحدى صور الإيذاء العاطفي، حيث يوجه الشخص مشاعر سلبية لغيره بإيماءات أو تلميحات غير لفظية مثل الاستياء أو الرفض أو الاحتقار، لكنه يظل محافظا في الوقت ذاته على صمته اللفظي. وقد وصفت الطبيبة النفسية هاريت برايكر (Harriet Braiker) المعاملة الصامتة بأنها أحد أشكال العقاب التحكمي والتلاعبي الاستغلالي.

## أصل التسمية
برز مصطلح «المعاملة الصامتة» في القرن التاسع عشر من خلال العقوبة الصامتة التي كانت تُطبق في السجون كبديل للعقوبة الجسدية، حيث كان يُعتقد أن حرمان المساجين من التحدث، ومناداتهم بأرقام مجردة بدلا من أسمائهم وتغطية وجوهم بحيث لا يرون بعضهم بعضا قد يدفعهم للتفكير بجرائمهم.

## في العلاقات الشخصية
تُعتبر المعاملة الصامتة واحدة من الأساليب التي متى رُسخت في علاقة وصارت هي السمة السائدة لها، فإن تلك العلاقة قد تفشل بالنهاية، وتُستخدم المعاملة الصامته عادة كوسيلة للتحكم في الشخص الآخر، وهي صورة من صور السلبية العدوانية، فقد يشعر الشخص بأنه شخص سيئ، غير أنه لا يستطيع التعبير عن نفسه، وبرغم كونه صامتا من ناحية الكلام إلا أنه ليس صامتا من داخله، وهذا بدوره يجعله يرسل رسائل غير لفظية تجذب انتباه الطرف الأخر والتسبب له في الألم، كما أن المعاملة الصامتة تُضفي على «العابس» أو «الصامت» الإحساس بالغلبة، نتيجة قلق الطرف الثاني وعدم تأكده من وقت انتهاء مدة هذا الصمت.
عادة ما يعاقِب الشخص المعتدي ضحاياه برفض التحدث إليهم أو حتى الاعتراف بوجودهم، وهذا الأسلوب وإن كان صامتا من ناحية اللفظ إلا أنه يُفصح عن غضب واستياء المعتدي.

## في مكان العمل
أوضحت بعض الدراسات التي قام بها معهد التنمر في مكان العمل أن المعاملة الصامتة والإبعاد عن الاخرين تُمثل رابع أشهر أسلوب عقابي في أماكن العمل، كما يُلاحظ استخدام مثل هذا الأسلوب أيضا في المديرون المعروفين بالتلاعب والاستغلال، وقد أوضحت الدراسة أن الأساليب العِقابية الأخرى تشمل تذكير الضحية بالفشل في الماضي أو غير ذلك من الأخطاء.